# Lietuvos paštas
AB Lietuvos paštas – operator pocztowy oferujący usługi pocztowe na Litwie, z siedzibą w stolicy kraju – Wilnie.